# Bijou Theatre
Il Bijou Theatre fu un teatro di Broadway inaugurato nel 1878 a New York.

## Storia
Il Theatre Brighton, al 1239 Broadway tra la 30ª e la 31ª strada, era stato trasformato da locale per bere e giocare d'azzardo in teatro di varietà e aprì il 26 agosto 1878 con Jerry Thomas come proprietario. Il locale ha avuto molti cambiamenti e nomi fino a quando John A. McCaull, un avvocato di Baltimora, e Charles E. Ford non se ne occuparono. Furono spese considerevoli somme e quando riaprirono la sede, il 31 marzo 1880, come il Bijou Opera-house, sembrava un teatro moderno e ben regolato. Nel 1881 e nel 1882 Lillian Russell vi apparve in tre diverse operette.
Ma il teatro si rivelò troppo piccolo per essere redditizio, così dopo lo spettacolo del 7 luglio 1883 iniziarono subito i preparativi per demolirlo: R. E. J. Miles e il Gen. W. B. Barton affittarono i locali per cinque anni dal suo proprietario, Edward F. James. Concordarono di anticipare fondi sufficienti per erigere una nuova sede, progettata da J. B. McElfatrick & Son e aperta il 1º dicembre 1883 come Bijou Theatre. La prima produzione fu Orpheus and Eurydice, un adattamento di Max Freeman di Orfée aux enfers di Jacques Offenbach.
Adonis, con Henry E. Dixey, eseguì la sua serie da record di 603 spettacoli al Bijou a partire dal 4 settembre 1884. Un altro lunga serie fu The Music Master, con David Warfield, trasferito dal Belasco Theatre il 9 gennaio 1905 e proseguendo per 511 spettacoli, per un totale nei due teatri di 635, prima della chiusura del 29 settembre 1906. Il successivo grande successo fu A Gentleman from Mississippi, con Thomas A. Wise e Douglas Fairbanks, che aprì il 29 settembre 1908. Dal 29 giugno al 7 agosto 1909 è andato avanti agli Aerial Gardens in cima al New Amsterdam Theatre, con nuovi scenari e costumi, tornando al Bijou il 9 agosto. Dopo aver dato la sua 400ª esibizione (contando gli Aerial Gardens) il 25 agosto, lo spettacolo si chiuse il 18 settembre.
Il Bijou è stato successivamente utilizzato come cinema muto. Fu demolito nel 1915 e sostituito dall'attuale edificio per uffici a molti piani, inaugurato nel 1917.

### Spettacoli selezionati
- Adonis (1884–86; 603 perf.)
- A Midnight Bell (1889; 136 perf.)
- The Widow Jones (1895), base per il film corto del 1896 Edison The Kiss
- Courted Into Court (1896–97; 140 perf.)
- Sister Mary by Glen MacDonough (1889-1900; 120 perf.)
- The Climbers by Clyde Fitch (1901; 163 perf.)
- The Auctioneer by Charles Klein (1901; 105 perf.)
- Nancy Brown (1903; 112 perf.)
- A Gentleman from Mississippi (1908–09)
- The Music Master (1905–06; 627 counting 124 shows at Belasco)
- The Lottery Man (1909–10; 200 perf.)

### Annotazioni
1. ↑  The plot is only 40 feet wide. See The New York Times. January 10, 1915.